# Khwaja Ghar (huyện)
Khwaja Ghar là một huyện thuộc tỉnh Takhar, Afghanistan. Dân số thời điểm năm 1999 là 66,253 người.